# Хайнрих I Роус-Оберграйц
Хайнрих I Роус-Оберграйц (на немски: Heinrich I Graf Reuss zu Obergreiz; * 3 май 1627, Грайц; † 8 март 1681, Грайц) от фамилията Ройс „старата линия“ е господар на Роус-Оберграйц (1629 – 1673). Tой става „граф Роус-Оберграйц“ на 26 август 1673 г. Всичките му наследници са „графове или принцове на Ройс-Грайц“.

## Произход
Той е син на граф Хайнрих IV Роус-Оберграйц (1597 – 1629) и съпругата му вилд- и рейнграфиня Юлиана Елизабет фон Даун-Ньофвилер фон Вилдграф (1602 – 1653), дъщеря на вилд и Рейнграф Фридрих фон Залм-Нойфвил (1547 – 1608) и третата му съпруга графиня Сибила Юлиана фон Изенбург-Бирщайн (1574 -1604). Майка му Юлиана Елизабет фон Даун-Ньофвилер се омъжва втори път 1637 г. за граф Хайнрих III Ройс-Шлайц-Гера-Заалберг (1603 – 1640) и той е полубрат на Хайнрих I Ройс-Шлайц (1639 – 1692).
Хайнрих I Роус-Оберграйц има общо 19 деца, които на 26 август 1673 г. получават титлата „граф/графиня Роус фон Оберграйц“. Той умира на 53 години на 8 март 1681 г. в Грайц, Тюрингия, и е погребан там.

## Фамилия
Първи брак: на 10 август 1648 г. в Шлайц с бургграфиня Сибила Магдалена фон Кирхберг (* 24 юли 1624, Фарнрода; † 24 февруари 1667, Грайц), дъщеря на бургграф Георг II фон Кирхберг (1569 – 1641) и Доротея Магдалена фон Ройс (1595 – 1647), дъщеря на Хайнрих II Ройс-Гера Млади/Постумус (1572 – 1635) и графиня Магдалена фон Хоенлое-Нойенщайн (1572 – 1596). Те имат 11 деца:
- Хайнрих VI Роус-Оберграйц (* 7 август 1649, Грайц; † 11 октомври 1697, Сцегедин), граф на Роус-Оберграйц на 26 август 1673 г., саксонски фелдмаршал, женен I. на 29 юли 1674 г. във Форст за графиня Амалия Юлиана Ройс-Унтерграйц (1636 – 1688), II. на 3 май 1691 г. в Лайпциг за фрайин Хенриета Амалия фон Фризен (1668 – 1732)
- Елизабет Доротея (* 15 април 1651, Грайц; † 19 март 1665, Грайц)
- Магдалена Кристина (* 3 август 1652, Грайц; † 18 декември 1697, Дьолау), омъжена на 28 юли 1688 г. в Грайц за херцог Филип Лудвиг фон Шлезвиг-Холщайн-Зондербург-Визенбург (1620 – 1689)
- Хайнрих VII (* 11 декември 1653, Грайц; † 23 юни 1676, Грайц), граф на Роус-Оберграйц на 26 август 1673 г.
- Маргарета София (* 7 януари 1655, Грайц; † 4 декември 1698, Грайц), омъжена на 21 август 1698 г. в Грайц за фрайхер Йохан Георг фон Рекниц
- Мария Юлиана (* 4 февруари 1656, Грайц; † 18 февруари 1686, Грайц)
- Хайнрих VIII (* 31 януари 1657; † 21 януари 1675, Пфулендорф), граф на Роус-Оберграйц на 26 август 1673 г.
- Хайнрих IX (* 12 август 1658, Грайц; † 12 януари 1678, Грайц), граф на Роус-Оберграйц на 26 август 1673 г.
- Хайнрих X (* 7 август 1659, Грайц; † 30 януари 1675, Пфулендорф, Баден), граф на Роус-Оберграйц на 26 август 1673 г.
- Хайнрих XI (* 4 октомври 1665; † 6 февруари 1669, Грайц)
- Хенриета Шарлота (* 29 октомври 1666, Грайц; † 13 септември 1668, Грайц)
- Хайнрих XII (* 17 юни 1669, Грайц; † 7 октомври 1678, Грайц)

Втори брак: на 21 април 1668 г. в Шлайц с графиня Сибила Юлиана фон Шварцбург-Арнщат (* 20 юли 1646, замък Арнщат; † 5 април 1698, Илзенбург), дъщеря на граф Кристиан Гюнтер II фон Шварцбург-Арнщат (1616 – 1666) и графиня София Доротея фон Мьорсперг (1624 – 1685). Те имат 8 деца:
- Хайнрих XII (* 17 юни 1669, Грайц; † 7 октомври 1678, Грайц), граф на Роус-Оберграйц на 26 август 1673 г.
- София Юлиана (* 25 декември 1670, Грайц; † 23 август 1696, Грайц), омъжена на 19 юли 1688 г. за граф Хайнрих VIII Ройс-Лобенщайн-Хиршберг (1652 – 1711), син на граф Хайнрих X Ройс-Лобенщайн (1621 – 1671) и Мария Сибила фон Ройс-Плауен (1625 – 1675)
- Клара Доротея Хенриета (* 24 ноември 1671, Грайц; † 6 май 1698, Грайц)
- Йохана Шарлота (* 12 октомври 1672, Грайц; † 22 април 1698, Илзенбург)
- Елизабет Доротея (* 9 септември 1673, Грайц; † 4 май 1698, Грайц)
- Хайнрих XV (* 2 януари 1676, Грайц; † 29 септември 1690, Грайц), граф на Роус-Оберграйц на 26 август 1673 г.
- Кристиана Елеонора (* 13 март 1677, Грайц; † 7 май 1698, Грайц)
- Хайнрих XVI Ройс-Дьолау (* 3 декември 1678, Арнщат; † 24 април 1698, Грайц), господар на Дьолау (1694 – 1698), граф на Роус-Оберграйц на 26 август 1673 г.